# Florian Henckel von Donnersmarck
Florian Maria Georg Christian Graf Henckel von Donnersmarck (2 de mayo de 1973) es un director de cine alemán, conocido por escribir y dirigir la película La vida de los otros, ganadora en 2006 del Óscar a la mejor película de habla no inglesa, y en 2010 la tres veces nominada a los Globos de Oro The Tourist, protagonizada por Angelina Jolie y Johnny Depp.

## Biografía
Henckel von Donnersmarck nació en 1973 en Colonia, Alemania Occidental, en una familia de la aristocracia católica. El hijo más joven de Leo-Ferdinand, Conde Henckel von Donnersmarck, un expresidente de la división germana de la Orden de Malta, su madre es Anna Maria von Berg. Él posee la doble nacionalidad alemana y austríaca. Creció en Nueva York, Bruselas, Frankfurt, y Berlín Occidental. Habla tanto inglés como alemán, francés, ruso, italiano y español de manera fluida. Después de graduarse en la escuela secundaria tradicional Evangelisches Gymnasium zum Grauen Kloster como el primero de su promoción, estudió literatura rusa en San Petersburgo durante dos años y aprobó el examen estatal para profesor de ruso como lengua extranjera. Posee un máster por sus estudios en filosofía, política y economía por el New College, Universidad de Oxford, y un diploma en dirección de cine por la Universidad de Televisión y Cine de Múnich.[cita requerida]

### Familia
Su tío, Gregor Henckel-Donnersmarck, es el abad emérito en la Abadía de Heiligenkreuz, un monasterio cisterciense en los bosques de Viena, donde Florian pasó un mes escribiendo el primer boceto de  La vida de los otros (en alemán, Das Leben der Anderen).[cita requerida]
Henckel von Donnersmarck está casado con Christiane Asschenfeldt, exdirectora ejecutiva de Creative Commons. Tienen tres hijos y actualmente residen en Los Ángeles. Mide 205 cm.

## Trayectoria profesional
En 1977, cuando vivía de niño en Nueva York vio su primera película en el Museo de Arte Moderno de Nueva York. Él esperaba ver Dr. Dolittle pero le fue puesto el melodrama alemán Varieté. En una entrevista se afirma que "él considera esta experiencia como el comienzo de su interés en el cine".
En 1996 ganó un internado de dirección con Richard Attenborough en In Love and War, y se fue a estudiar dirección de ficción en la Universidad de Televisión y Cine de Múnich (Alemania), alma mater de directores tan diversos como Wim Wenders y Roland Emmerich. Su primer corto, Dobermann (el cual escribió, produjo, dirigió y editó), batió el récord de premios ganados por un estudiante en la escuela y se convirtió en un éxito en festivales por todo el mundo, por los que Donnersmarck viajó durante más de un año.[cita requerida]
Su primer largometraje Das Leben der Anderen (La vida de los otros), el cual llevó tres años a ser escrito, dirigido y completado, ganó el Premio del Cine Europeo a la Mejor Película, Mejor Actor, y Mejor Guion en 2006. Donnersmarck ganó el premio de la Asociación de Críticos de Cine de Los Ángeles a la mejor película extranjera, fue nominado a un Globo de Oro (que finalmente fue ganado por Clint Eastwood), y el 25 de febrero de 2007 ganó el Óscar a la mejor película de habla no inglesa.
Su siguiente film, The Tourist, el cual Donnersmarck reescribió, dirigió y completó en menos de once meses (convenciendo a Charlie Rose de que necesitaba un parón de escribir oscuros guiones sobre suicidios), era un alegre thriller romántico protagonizado por Angelina Jolie y Johnny Depp. El largometraje fue nominado a tres Globos de Oro: Mejor Película - comedia o musical, Johnny Depp por Mejor Actor - comedia o musical y Anjelina Jolie por Mejor Actriz - comedia o musical. El film consiguió tres nominaciones a los Teen Choice Awards (Mejor Fotografía, Mejor Actor, Mejor Actriz), ganando dos de ellos, y el Redbox Muvie Award de 2011 al Drama Más Alquilado. Recaudó 278,3 millones de dólares en todo el mundo, logrando que The Hollywood Reporter la proclamara un "hit internacional".
En 2007 Donnersmarck fue uno de los 115 nuevos miembros invitados a unirse a la Academia de Artes y Ciencias Cinematográficas.

## Premios y nominaciones
Premios Óscar
| Año  | Categoría                                       | Película             | Resultado |
| ---- | ----------------------------------------------- | -------------------- | --------- |
| 2007 | Mejor película extranjera (de habla no inglesa) | La vida de los otros | Ganador   |
| 2019 | Mejor película de habla no inglesa              | Werk ohne Autor      | Nominado  |

- 2000 – Premio Shocking Shorts Award de Universal Studios por Dobermann
- 2000 – Max Ophüls Preis por Dobermann
- 2006 – 2 Premios del Cine Europeo por La vida de los otros
  - Mejor Película
  - Mejor Guion
- 2006 – Deutscher Filmpreis por La vida de los otros
  - Mejor Director
  - Mejor Guion
- 2006 – Premio al Guionista en la Cologne Conference
- 2007 – Premio de la New York Film Critics Circle Award por La vida de los otros
- 2008 – 4 nominaciones a los BAFTA por La vida de los otros
- 2008 – Premio César por La vida de los otros
- 2009 – Dante Alighieri Society Medalla de Oro al Mérito
- 2011 – 2 Teen Choice Award ganados por The Tourist
- 2011 – 3 nominaciones a los Teen Choice Award por The Tourist
- 2011 – 3 nominaciones a los Globos de Oro por The Tourist
- 2018 - Premio a la mejor película Venezia 75  por Never Look Away

## Honores
- Comandante de la Orden al Mérito de Baviera
- Comandante de la Orden al Mérito de Renania del Norte-Westfalia
- Miembro con derecho a voto de la Academia de Artes y Ciencias Cinematográficas

En 2011 Donnersmark tuvo el honor de ser designado por la Universidad de Oxford, su alma mater, como una de las personas más distinguidas de las diez décadas. Otros que recibieron tal honor fueron Duns Scotus, William of Ockham, Erasmo de Róterdam, Saint Thomas More, John Locke, Christopher Wren, Adam Smith, Lawrence of Arabia, Oscar Wilde, J.R.R. Tolkien y los exalumnos de la universidad aún vivos Rupert Murdoch, Bill Clinton y Stephen Hawking. Para la portada de 2011 de Prospectus, la Oxford University dio a cien calles del centro histórico de Oxford los nombres de estos graduados. Upper Oxpens Road recibió el de Florian Henckel von Donnersmark.

## Filmografía
- Mitternacht (1997) (cortometraje)
- Das Datum (1998) (cortometraje)
- Dobermann (1999) (cortometraje)
- Der Templer (2002) (cortometraje)
- La vida de los otros (2006) (guionista, coproductor y director)
- The Tourist (2010) (guionista y director)
- Never Look Away (2018) (guionista y director)

## Influencia
En una entrevista para The Guardian en 2010, el director Howard Davies aseguró que Donnersmack era el artista que más admiraba.
René Pollesch escribió una obra, L'Affaire Martin!, para burlarse de von Donnersmarck. Según Pollesch, los padres del director vieron la obra y acudieron al backstage a decir que les había gustado.
Después de conocerle en el Foro Económico Mundial en Davos, Jay Nordlinger, escritor para National Review, describió a Donnersmarck como "una de las personas más impresionantes del planeta".
The Europe List, la mayor encuesta cultural europea afirmaba que los tres filmes europeos más influyentes eran La vida es bella de Roberto Benigni, La vida de los otros de Donnersmarck y Amélie de Jean-Pierre Jeunet.
En diciembre de 2012, la Universidad de Leeds albergó un simposio de dos días en el hall de Weetwood sobre el trabajo de Donnersmarck, con trabajos de once profesores de todo el mundo presentados, entre los cuales estaba David Bathrick de la Universidad de Cornell, Eric Rentschler de la Universidad de Harvard y Jaimey Fisher de la UC Davies. El presidente de la conferencia Paul Cooke de la Universidad de Leeds presentó su documento "Henckel von Donnersmarck's Dialogue with Hollywood: from The Lives of Others to The Tourist (2010)" en donde se examinaba cómo en The Tourist, Donnersmarck "utiliza su perspectiva cultural europea para alabar en vez de criticar los valores centrales del cine de estilo hollywoodense", describiendo al film también como "un rechazo consciente de todo frenesí hollywoodense". Tales documentos fueron publicados en forma de libro en junio de 2013 por De Gruyter. Una conferencia de Donnersmarck en la Universidad de Cambridge el 10 de octubre de 2008 fue añadida como primer capítulo.